# Roccavivi
Roccavivi (La Rocca in dialetto locale) è la frazione più popolosa del comune di San Vincenzo Valle Roveto (AQ) di circa 1 100 abitanti.

## Geografia fisica
Roccavivi è situata a sud della valle Roveto a 470 m s.l.m. È posta alle pendici del monte Pizzo Deta che segna il confine sud-occidentale dell'Abruzzo con il Lazio, lungo la catena dei monti Ernici. Il paese confina a sud con Balsorano, a nord con San Vincenzo Valle Roveto, ad est con la frazione di San Giovanni Valle Roveto e ad ovest con il territorio comunale di Veroli (FR).
Dista circa 2,5 chilometri dalla sede municipale di San Vincenzo Valle Roveto Inferiore.

## Origini del nome
Non ci sono certezze sull'origine del toponimo Roccavivi.
L'ipotesi più accreditata lega il nome al borgo originario denominato Castro Rivo Vivo che era attraversato dalle acque precipitose di un ruscello. Una supposizione è quella che lega il nome del luogo agli abitanti sopravvissuti ad un'antica sciagura, di cui però non si hanno riscontri di carattere storico.
Di certo il borgo originario essendo posizionato in altura alle pendici del Pizzo Deta acquisì, dopo l'edificazione della torre e del borgo fortificato, il termine Rocca, proprio della fortificazione dominante sulla valle Roveto. In un antico documento dell'archivio gentilizio Caetani presso il castello di Sermoneta (LT) è riportato il nome del borgo antico: "... ecclesiarum Sancti Pauli et Sancti Stephani sitarum Roccae de Vivo in Valle Urbeti". In altri documenti storici ed ecclesiastici appare citato perlopiù come "Rocca Rivi Vivi", "Rocca de' Vivo" e "Rocca Vivorum". I primi accenni risalgono al 1089 come "Rivo Vivo", successivamente il borgo risulta citato nel Catalogo dei Baroni e in altri atti medievali.
L'antico stemma dell'universitas riporta la scritta "Rocca de Vivi", toponimo apparso per la prima volta in un documento del 1677.

## Storia

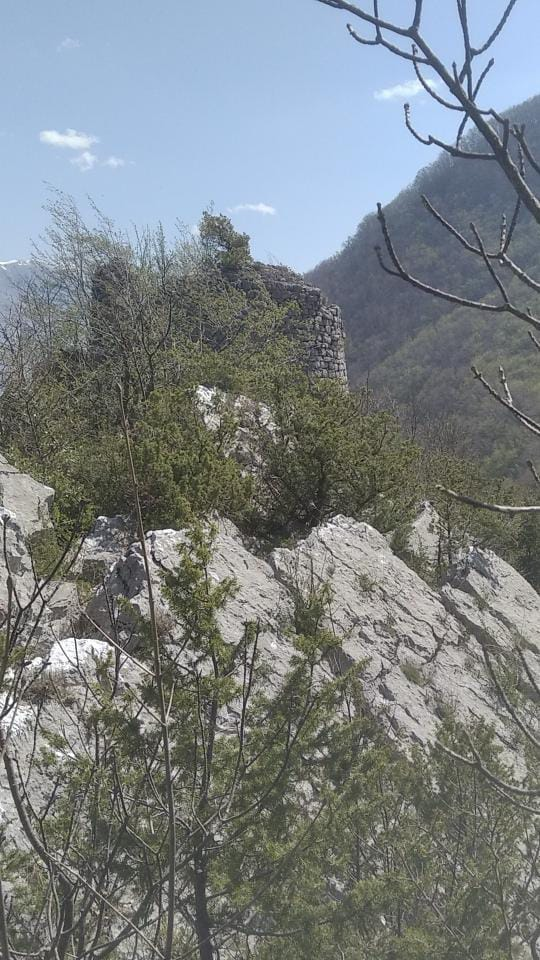
Resti della torre medievale

### Medioevo
Il nucleo primordiale di Roccavivi si formò gradualmente con l'unione degli abitanti che vivevano nei casali situati presso le chiese di Santo Stefano e di San Paolo. Una chiesa che alcuni storici locali hanno ricondotto al borgo rovetano è quella di Santo Stefano in Valle Sorana donata nel 745 dal duca longobardo di Benevento, Gisulfo II, al monastero benedettino di San Vincenzo al Volturno.
Di sicuro il borgo originario fortificato di Roccavivi, l'incastellamento detto di Roccavecchia, fu fondato intorno alla torre medievale tra l'XI e il XII secolo. Incluso originariamente nella contea dei Marsi, dall'anno 1208, per circa un secolo, fece parte della contea di Sora, concessa al fratello Riccardo, dei conti di Segni, da Papa Innocenzo III. Nel 1218 Papa Onorio III ordinò ad Adenolfo di Alvito e a Ruggero di Aquino di restituire a Riccardo la terra di Rocca, che essi avevano violentemente saccheggiato. Appare da questo ordine pontificio che i due potenti signori la usurparono e la devastarono. Ma già prima di questo anno, l'11 ottobre del 1215, l'imperatore Federico II riconfermò a Riccardo tutti i diritti di cui egli godeva a Rocca de' Vivo dal tempo della nomina fatta in suo favore da Innocenzo III.
Il borgo subì diverse modifiche del toponimo; infatti lo storico ed archivista Erasmo Gattola riportò la donazione che Gentile, figlio del conte dei Marsi Balduino, fece nel 1089 al monastero benedettino di Santa Maria in Luco delle chiese di San Nicola in Valle Sorana (Balsorano), di Santo Stefano in "Rivo Vivo", di Santa Restituta, di Santa Maria in Morrei (Morrea) e di Santa Maria in Collelongo. La donazione è contenuta nel Registrum pergamenaceo del benedettino Pietro Diacono. Il documento riporta che Gentile, con i due nipoti Trasmondo e Berardo e con la matrigna Altruda, abitanti di Valle Sorana (la contemporanea Balsorano), concedeva nel maggio del 1089 al monastero di Santa Maria di Luco, soggetto all'abbazia di Montecassino, tra le altre chiese anche la chiesa di Santo Stefano, posta nel territorio denominato in questo caso "Castro Rio Vivo".
Che i nomi "Castro Rio Vivo" o "Rivo Vivo" siano riferiti a Roccavivi è dimostrato dal fatto che col passare del tempo, quando nacquero contestazioni tra il monastero di Luco e le chiese della donazione del 1089, non si parlava più di "Santo Stefano Rivo Vivi" o di "Castro Rio Vivo", ma di Santo Stefano in "Rocca de' Vivo". Il Castro Rio Vivo o la località Rivo Vivo non sono altro che "Rocca Rivi Vivi", nome modificato successivamente prima in "Rocca de' Vivo" e in seguito in "Rocca Vivorum", toponimo che si trasformò linguisticamente in Roccavivi. La denominazione "Santi Stephani in Rivo Vivo" si trova anche nel diploma del 22 settembre 1137 di Lotario III, imperatore del Sacro Romano Impero.
Quando si trattò di restaurare Rocca de' Vivo saccheggiata e distrutta nel 1218, gli abitanti del paese, assieme a quelli di San Paolo e di San Giovanni de Collibus, furono obbligati a ricostruire il borgo per disposizione imperiale. Questo ha fatto dedurre che attorno alla chiesa di San Paolo si trovava anche un piccolo villaggio. Nel 1272, era di stanza nella dogana del passo di "Vado di Rocca de' Vivo", istituita come in altre località da Carlo I d'Angiò, un regio custode per l'esazione delle gabelle fuori del regno. Roccavivi, come Capistrello e qualche volta anche Civitella Roveto, Pescocanale e Canistro, fu scelto come un posto di controllo per coloro che dal Regno di Napoli passavano allo Stato Pontificio. La località era nota per questo motivo come "Vado di Rocca de' Vivi" o semplicemente "Vado di Rocca".

### Età moderna

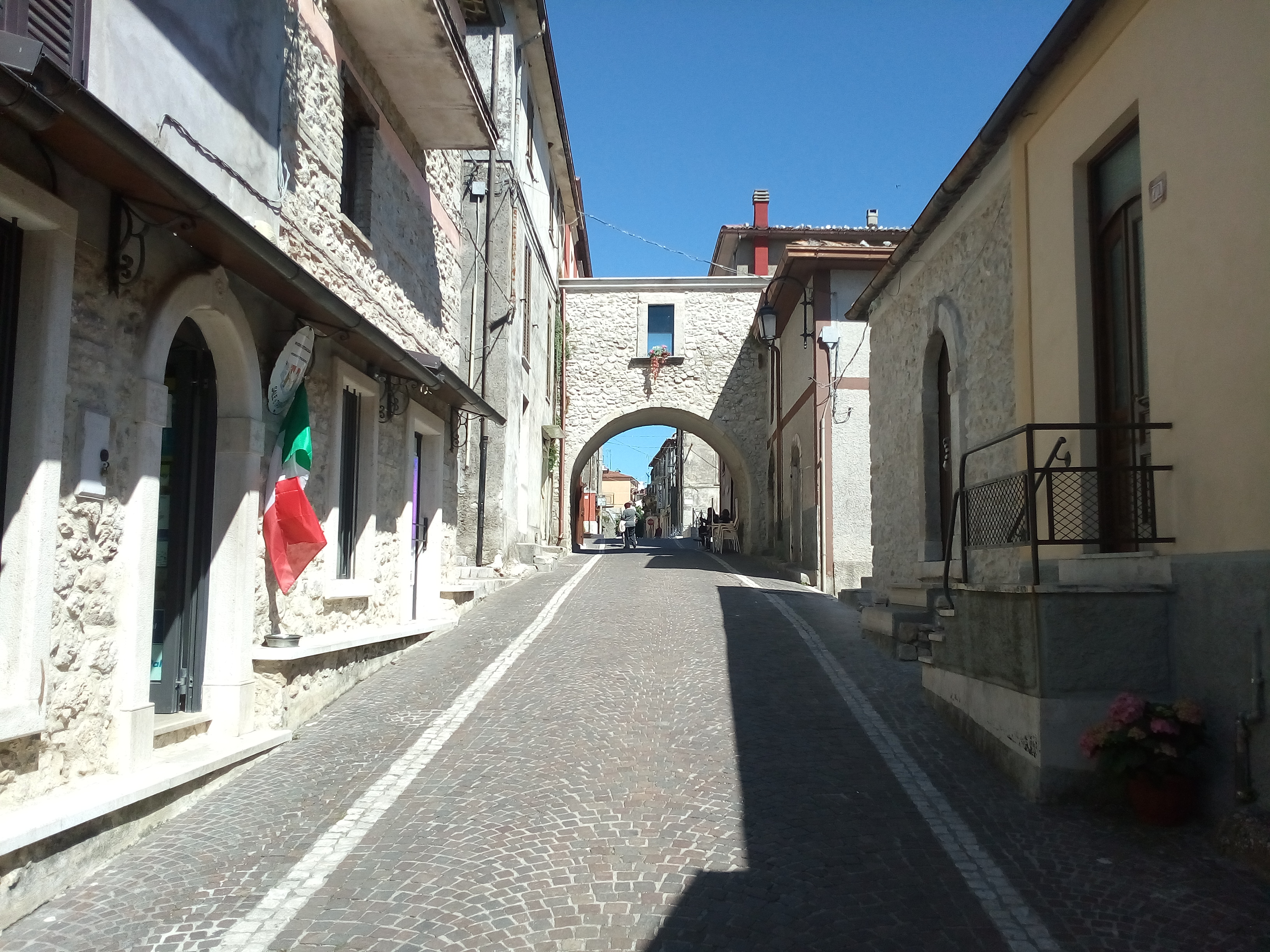
Arco di corso Vagnolo

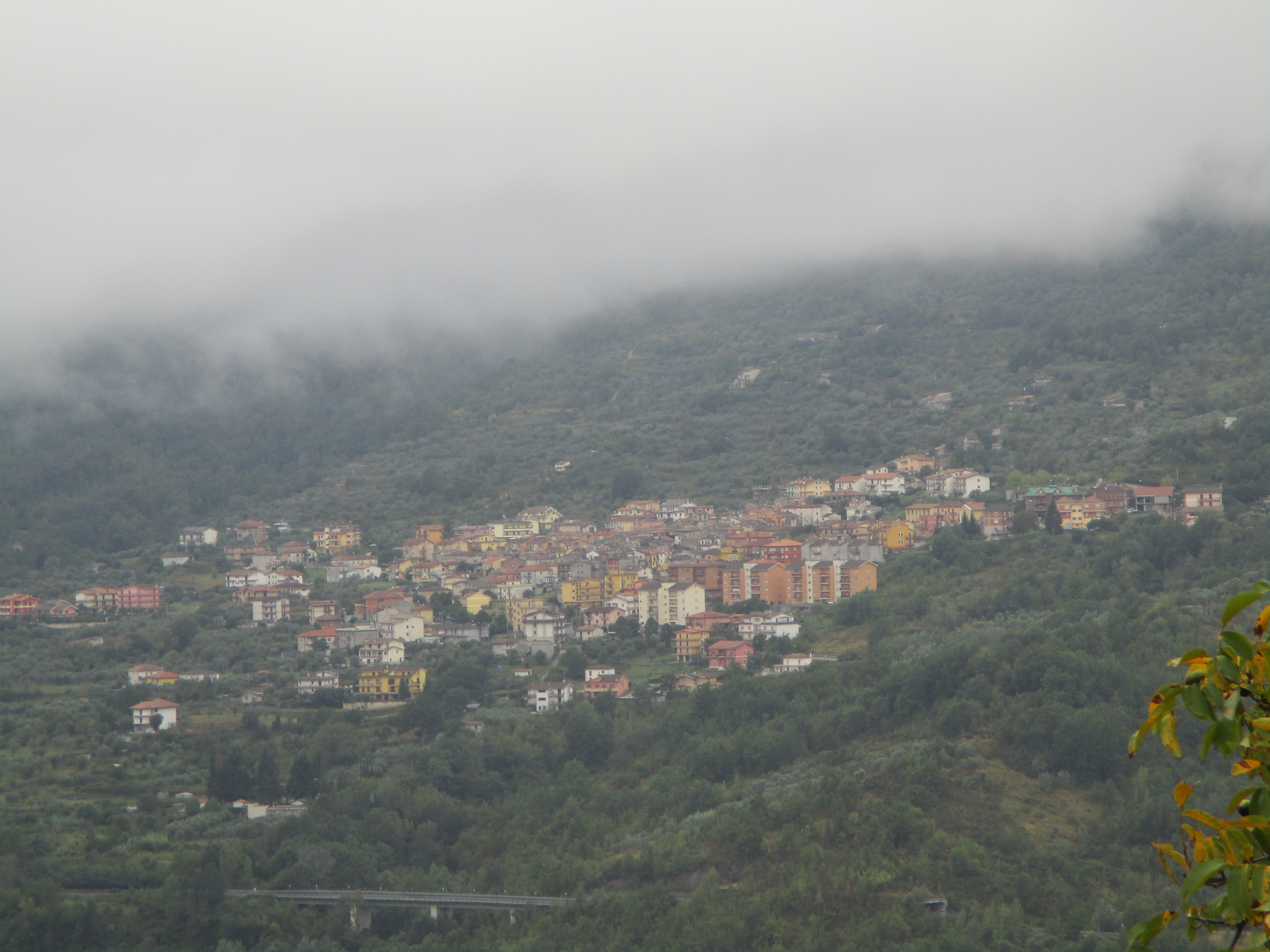
Panoramica di Roccavivi da San Giovanni Vecchio

Prima della proclamazione del Regno d'Italia, con sede a Roma, i paesi della valle Roveto che fungevano da posti di dogana ai confini dello Stato della Chiesa erano ancora Canistro e Roccavivi. Il paese fece parte della contea di Sora per un periodo limitato di circa un secolo, pare infatti che già nel XIV secolo appartenesse alla contea di Albe. Alla fine del XV secolo, come tutti i paesi della valle Roveto, ad eccezione di Balsorano e di Morrea (con i suoi casali di San Vincenzo, San Giovanni e Castronovo), anche Roccavivi divenne un feudo dei Colonna. Prima del 1806, anno dell'abolizione del feudalesimo, Roccavivi era una universitas con una propria autonomia amministrativa.
Con l'avvento al Regno di Napoli di Giuseppe Bonaparte prima e di Gioacchino Murat dopo, Roccavivi fu aggregata assieme a Rendinara al comune centrale di Balsorano.
Il Decurionato, di cui facevano parte anche cittadini eletti di Roccavivi, si riunivano per le più importanti questioni a Balsorano. Prima della unione a questo comune, gli amministratori (i "massari") di Roccavivi si eleggevano "a cartelle".

#### La tragedia di Roccavecchia

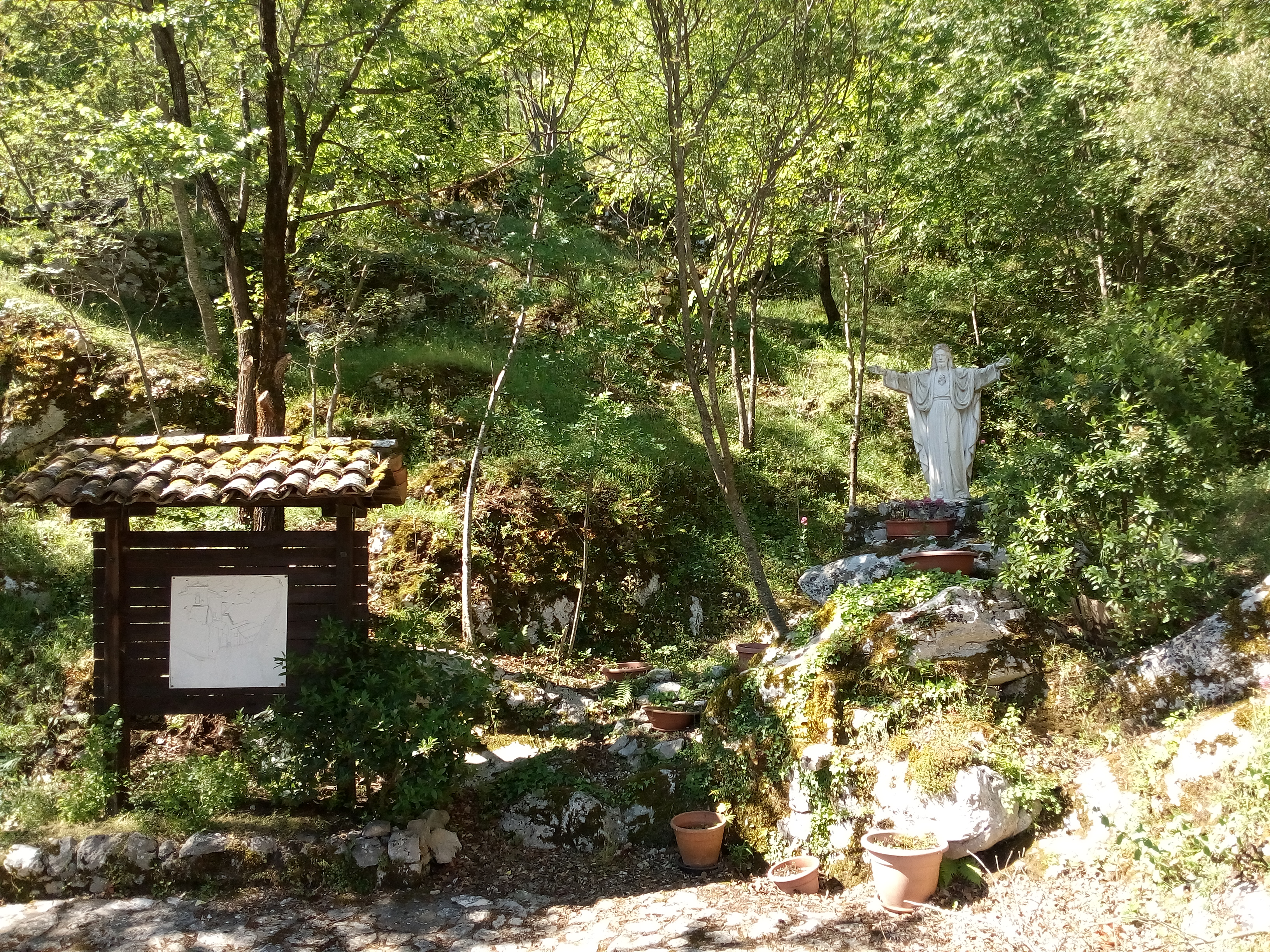
Il memoriale di Roccavecchia

L'8 febbraio 1616, una frana colpì l'antico paese, costruito molto più in alto rispetto al paese contemporaneo. A causa della catastrofe naturale morirono molti dei suoi abitanti. Subito dopo il duca di Tagliacozzo, Filippo I Colonna, ordinò di ricostruire il paese in un altro luogo, più vicino al fondovalle e con nuovo criterio: il paese contemporaneo è attraversato da un corso, intersecato trasversalmente da vicoli diritti e in leggero pendio.
L'antico borgo fu distrutto dalla frana causata da una forte pioggia l'8 febbraio 1616. Alcuni documenti permettono di stabilire la data della sciagura e di conoscere alcuni dettagli della tragedia. Nel Brogliardo Giovannelli, conservato presso l'archivio della curia vescovile di Sora, una bolla di nomina è riferita al nuovo parroco di Roccavivi, don Donato Canna, nominato il 6 agosto 1616 al posto di don Camillo Di Fede deceduto a causa della frana. Il vescovo Piccardi nella relazione della sua visita pastorale fatta nel 1663 conferma che il vecchio paese fu distrutto 47 anni prima. In una lettera indirizzata dal contestabile Colonna al vescovo di Sora, Girolamo Giovannelli, il 20 dicembre 1621 vennero descritti alcuni particolari relativi alla costruzione della nuova chiesa parrocchiale di Roccavivi. Il duca 34 anni prima aveva stanziato 150 ducati per la fabbrica del nuovo edificio sacro e si era proposto di far affiggere una lapide nella chiesa a ricordo di quella elargizione. Egli aveva impartito ordine al suo governatore che risiedeva a Civitella Roveto di amministrare il denaro che doveva essere versato dall'erario di Trasacco e aveva disposto che i "massari" di Roccavivi, addetti all'amministrazione del comune, s'impegnassero a provvedere per la manodopera e a portare a termine l'opera.
Altre notizie le fornisce nel 1763 l'abate don Ermenegildo De Paulis che in una relazione in vista della visita pastorale, definisce i fatti della valanga "vera e costante tradizione", aggiungendo altre note che si riferivano ad un "oscuro presagio della catastrofe".
In particolare la narrazione di una lite di confini sorta in quell'anno tra Roccavivi e Balsorano. Per poter giungere alla conoscenza della verità e dirimere la questione il vescovo, Girolamo Giovannelli, aveva lanciato la scomunica contro tutti coloro che erano a conoscenza dei veri confini e si rifiutavano di dichiararli. L'abate del tempo, Camillo Di Fede, riportò al vescovo la reazione della popolazione all'annuncio della scomunica che egli diede: "Sprevit et despectui habuit excommunicationis fulmen", letteralmente "Disprezzò e schernì il fulmine della scomunica".
La mattina del 7 febbraio, vigilia della distruzione del paese, mentre l'abate celebrava la messa un "orribile maiale" entrò in chiesa e alla presenza dei fedeli prima lacerò il paliotto dell'altare, poi strinse con i denti la fune della campana e cominciò a farla suonare, quindi si dileguò lasciando la gente inorridita.
Un altro evento prospettò la prossima sciagura. Un vecchio del luogo, Tommaso Liberatore, era stato avvertito in sogno dell'imminente rovina del paese, ma nessuno aveva prestato fede alle sue parole. Egli però per salvarsi dal disastro si era rifugiato con i familiari in un altro luogo. Nella notte seguente si scatenò un uragano con tuoni, pioggia e neve e il paese restò sepolto da una valanga d'acqua mista a fango precipitata dal monte. Cadde anche la chiesa, di cui rimase in piedi solo la parete alla quale era addossato l'altare che custodiva l'eucaristia. Molte persone avevano trovato rifugio nella chiesa, ma dalle rovine furono estratti ottanta cadaveri. In un angolo, protetta dalle travi, fu trovata viva solo una donna di nome Altesia che aveva affermato di essere rimasta incolume perché aveva invocato San Carlo Borromeo, patrono del vecchio paese. L'abate don Camillo Di Fede fu trovato morto sotto le macerie della sua casa col breviario in mano. L'abate don Ermenegildo De Paulis concluse la narrazione ricordando che ogni anno il 7 febbraio veniva celebrato un anniversario in suffragio delle vittime dell'immane catastrofe e ammoniva i fedeli ad aver paura della scomunica.
Dell'antico abitato di Roccavecchia rimase in piedi soltanto una parte dell'antico santuario della Madonna delle Grazie, dedicato in origine anche a San Silvestro.

### Età contemporanea
In seguito all'eversione feudale il paese venne incluso nel governo di Civitella Roveto dal 1807, nel comune di Balsorano dal 1811, infine dal 1816 in quello di San Vincenzo di cui rappresenta la frazione più popolosa: il Catasto fu terminato, dopo l'ordine del Re Carlo III, soltanto nel 1748. 
Roccavivi fece registrare 255 abitanti ai tempi di Carlo V, 275 nel 1595, 150 nel 1648, 350 nel 1669, 353 nel 1779, 510 nel 1806, 797 nel 1838, 1 157 nel 1931, 1 277 nel 1951, infine 1 215 nel 1961.
Il brigantaggio fu al centro delle vicende storiche del territorio così come avvenne in gran parte della Marsica prima e dopo l'unità d'Italia. In particolare tra il 1861 e il 1862 il paese, luogo di transito tra la valle Roveto e i passi montani della Serra Lunga, fu saccheggiato e si registrarono gravi atti di violenza da parte dei briganti guidati dal capobanda Luigi Alonzi detto Chiavone.
Essendo situato in una zona ad alto rischio sismico il paese è stato colpito da alcuni gravi terremoti. Il più grave, il terremoto della Marsica del 1915, causò gravi danni al patrimonio architettonico non facendo tuttavia registrare vittime tra la popolazione.

### Simboli
Stemma: sullo stemma di Roccavivi appare, appoggiata su una base conica tronca, una torre, come una colonna, a ricordo della dominazione della famiglia Colonna. Ai piedi della base conica e della torre si apre una porta. Attorno allo stemma si legge: Rocca de Vivi. Esso è stato ripreso nell'Archivio di Stato di Napoli dal Catasto Onciario.

## Monumenti e luoghi d'interesse

### Architetture religiose

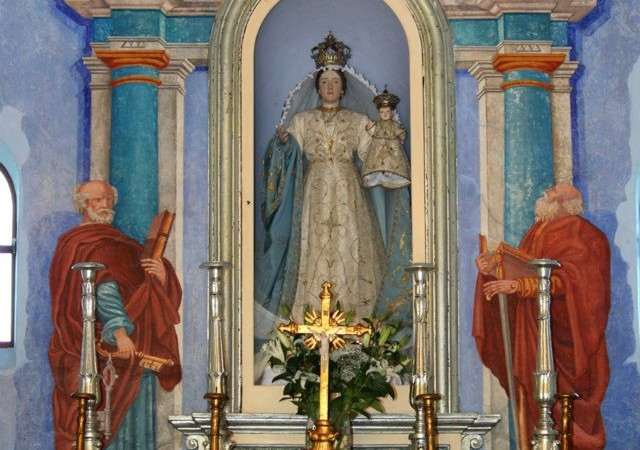
Affresco dei santi Pietro e Paolo

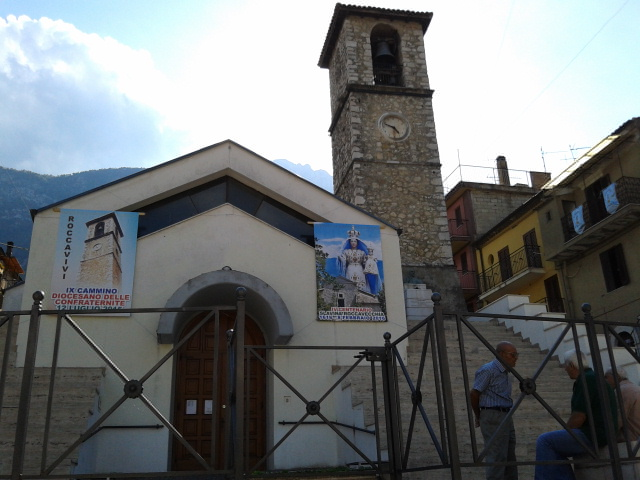
Chiesa di Santa Maria Assunta

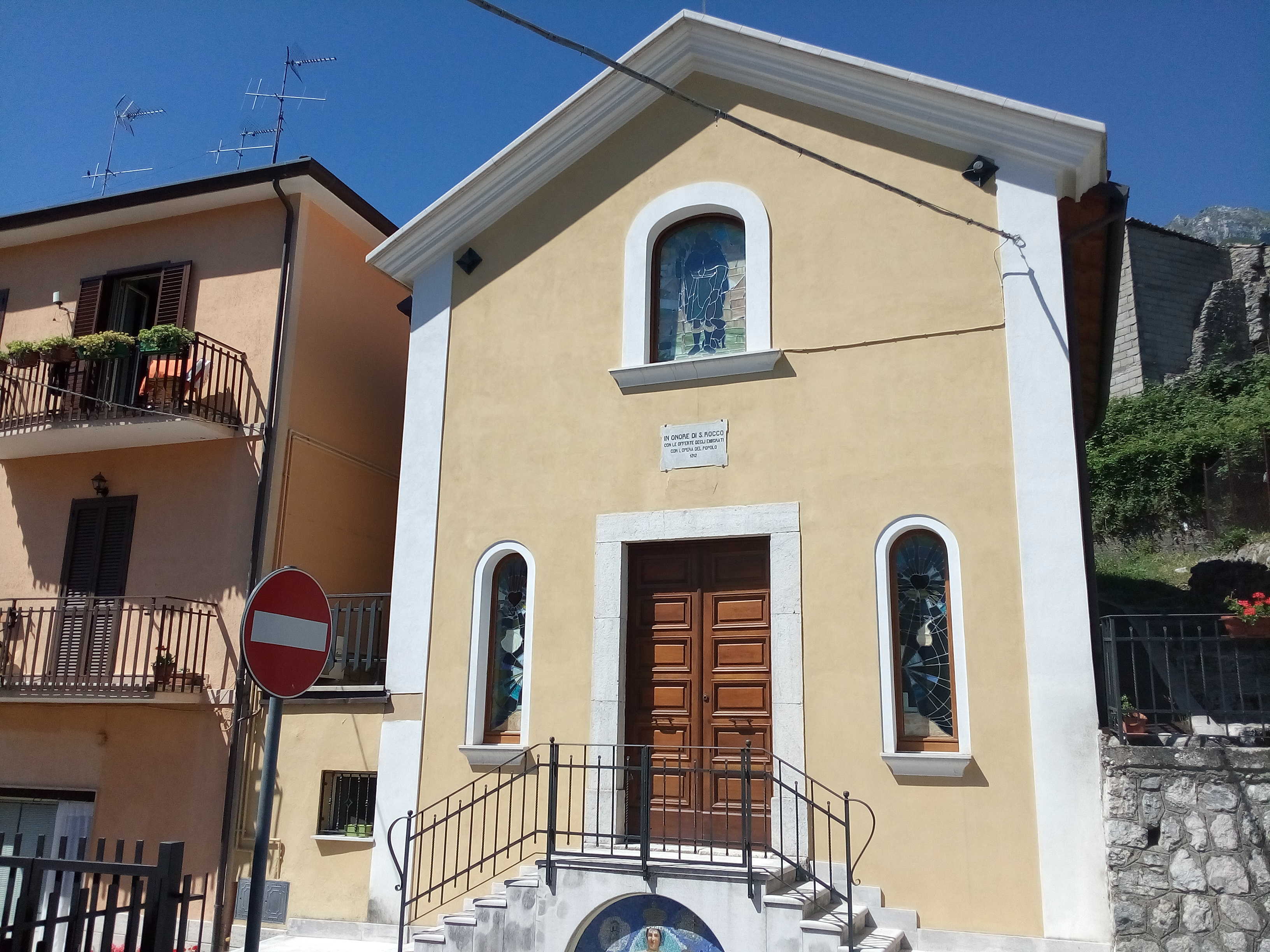
Chiesa di San Rocco

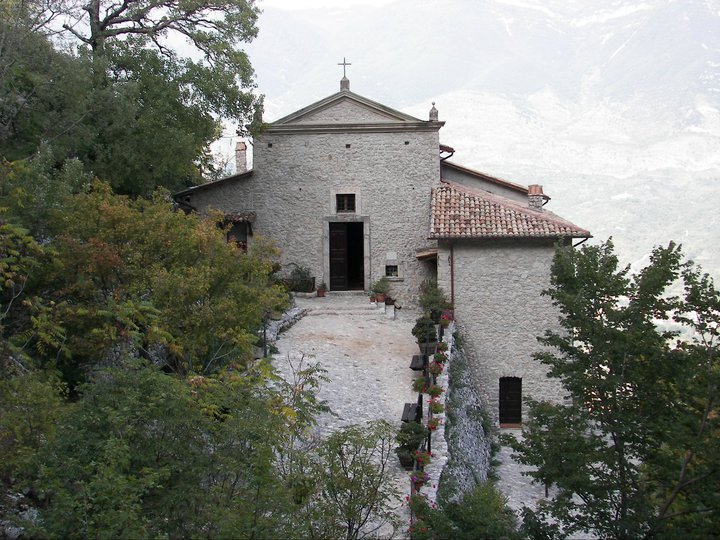
Santuario della Madonna delle Grazie
L'edificio religioso in stile romanico è probabilmente risalente al XII secolo. Sorge dove, prima della frana del 1616, era situato il paese originario di Roccavivi (Roccavecchia), lungo il sentiero che conduce alla certosa di Trisulti, attraverso il "Vado di Rocca". La chiesa in origine aveva il titolo di San Silvestro, mentre nel 1703 venne dedicata anche alla Madonna delle Grazie. In seguito venne meno il titolo di San Silvestro che restò patrono della comunità parrocchiale di Roccavivi. Il santuario, danneggiato durante la seconda guerra mondiale, fu restaurato tra il 1953 e il 1959. In questo periodo la statua di San Silvestro fu depositata per questioni precauzionali presso la famiglia del venerabile Paolo Fortunato Maria De Gruttis. Altri lavori di restauro iniziarono nel gennaio 1990 grazie ad un finanziamento ottenuto dalla Comunità Montana Valle Roveto che permisero di far tornare alla luce preziosi elementi decorativi. Qui l'8 febbraio 2015 con una solenne cerimonia presieduta dal vescovo della Diocesi di Sora-Cassino-Aquino-Pontecorvo, Mons. Gerardo Antonazzo, hanno avuto inizio le celebrazioni annuali per il quarto centenario della frana che distrusse Roccavecchia l'8 febbraio 1616.
- La chiesa madre di Santa Maria Assunta, le cui prime notizie risalgono al 1593.
- La chiesa di San Rocco, costruita nel 1912 con il contributo degli emigrati, è stata restaurata nel 2014.
- Le cappelle di San Paolo in Vallis Soranae e della Madonna di Lourdes, quest'ultima situata all'ingresso del paese[22][23].

### Architetture militari

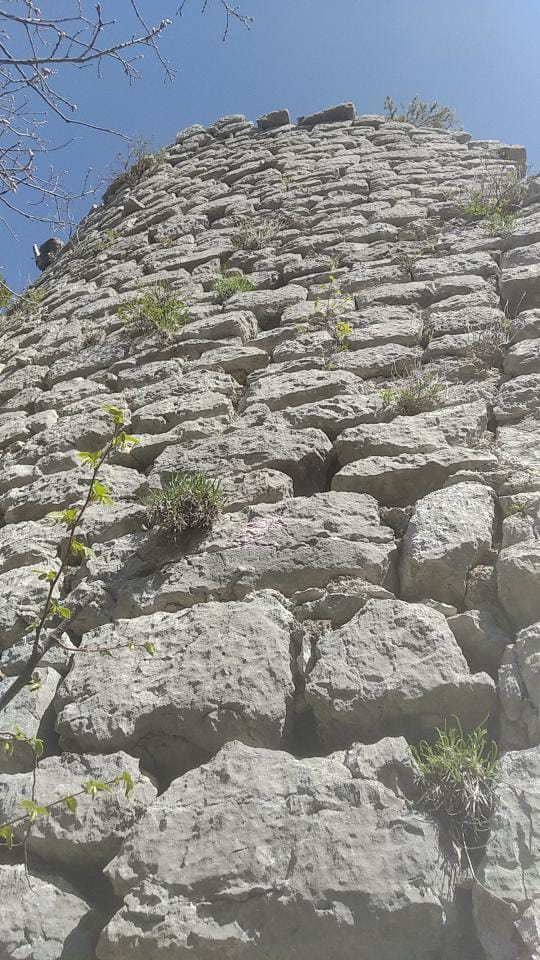
Veduta dal basso della torre

Torre medievaleVenne edificata con ogni probabilità nel 998 da Rainaldo, conte dei Marsi o da suo figlio Oderisio, a 895 m s.l.m. in comunicazione visiva con le primordiali strutture militari del castello-recinto di Morrea e del castello di Balsorano. Intorno ad essa e leggermente più in basso tra l'XI e il XII secolo fu fondato il borgo originario fortificato di Roccavivi, l'incastellamento detto di Roccavecchia, che era dotato di mura difensive. Nei primi anni del XIII secolo, in seguito al saccheggio di Adenolfo di Alvito e di Ruggero di Aquino, la torre venne gravemente danneggiata. Poco dopo fu prontamente restaurata insieme al borgo antico dagli abitanti del casale di San Paolo e di San Giovanni in Collibus acquisì importanza strategica con l'istituzione a Roccavivi della dogana, organismo che ebbe il compito di controllare merci e persone in transito dal Regno di Sicilia allo Stato Pontificio. La torre subì gravissimi danni in seguito alla frana causata da agenti atmosferici che nel 1616 distrusse completamente il vecchio borgo. Abbandonata perse gradualmente la sua funzione strategica di controllo del "Vado di Rocca". La torre subì ulteriori danni a causa del terremoto del 1654.

### Aree naturali

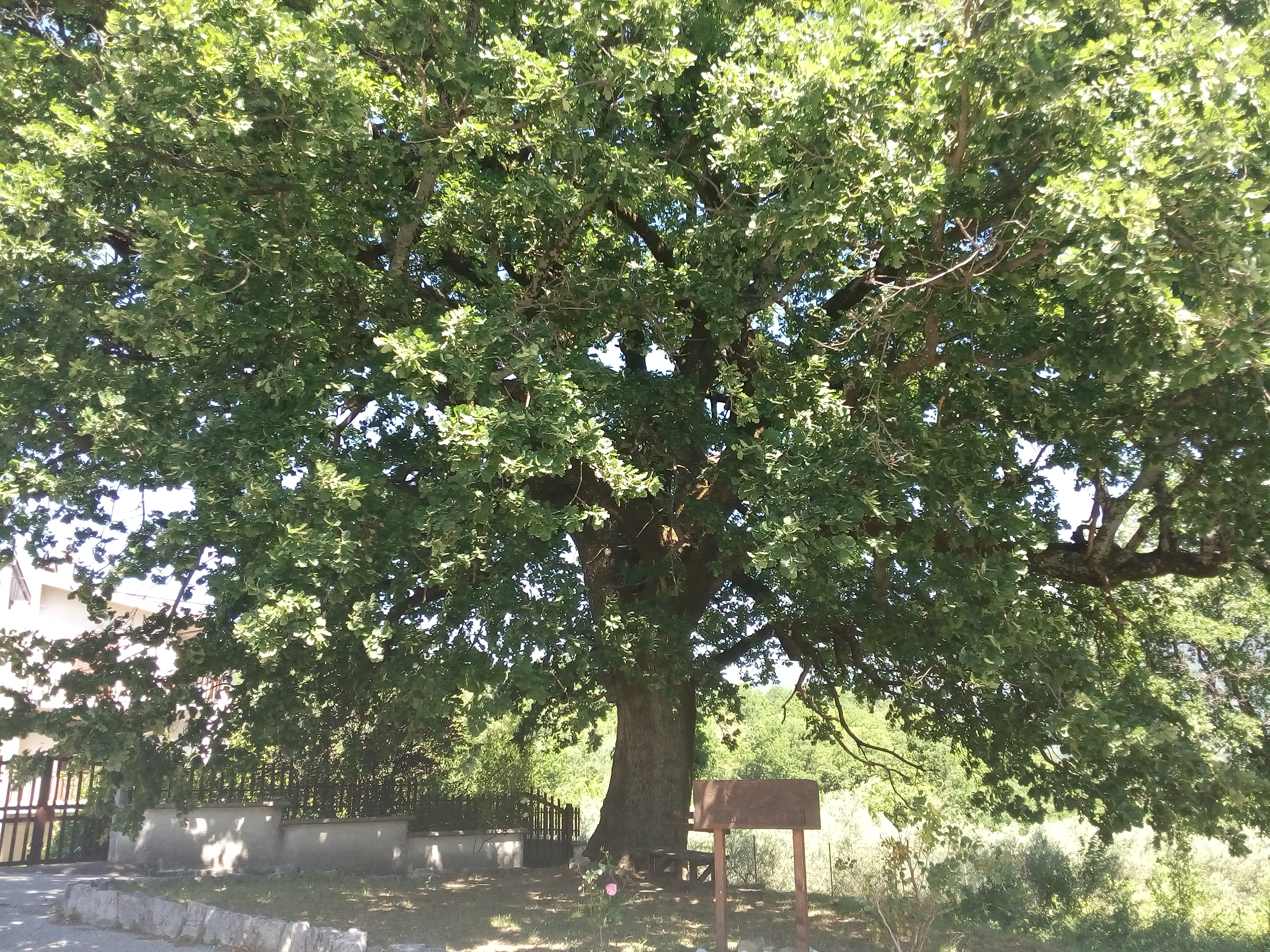
Cerqua Petazza

La Mola
Area boschiva situata tra la località di Roccavecchia e il paese contemporaneo. L'area è attraversata da una stradina che porta al santuario della Madonna delle Grazie. Verso la metà del Settecento, un mugnaio di Veroli decise di costruire un mulino per assicurare lavoro al figlio che aveva sposato una ragazza di Roccavivi. Da allora il bosco prese il nome di "La Mola". Del vecchio mulino sono visibili solo alcuni ruderi, la vasca di carico e la torre interna della vasca, lavorata in pietra, che serviva a convogliare l'acqua per azionare la macina. Successivamente fu costruito un secondo mulino che si conserva, invece, in buono stato. I due mulini ad acqua hanno cessato la loro attività quando la Cassa del Mezzogiorno fece costruire l'acquedotto Rio per distribuire l'acqua alle abitazioni di Roccavivi, San Vincenzo e Balsorano.
- Pizzo Deta
- Liri
- Cerqua Petazza, quercia ultrasecolare.

## Società

### Evoluzione demografica
Abitanti censiti

### Tradizioni e folclore
Il 31 dicembre di ogni anno si celebra la festa patronale in onore di san Silvestro, patrono di Roccavivi.
Tra la fine di maggio e il mese di giugno si svolge l'infiorata in occasione del Corpus Domini.
Nel primo fine settimana di luglio di ogni anno la statua della Madonna delle Grazie viene portata in processione dalla chiesa parrocchiale al santuario di Roccavecchia.
Ad inizio agosto si svolge il festival internazionale del Folklore.

## Cultura

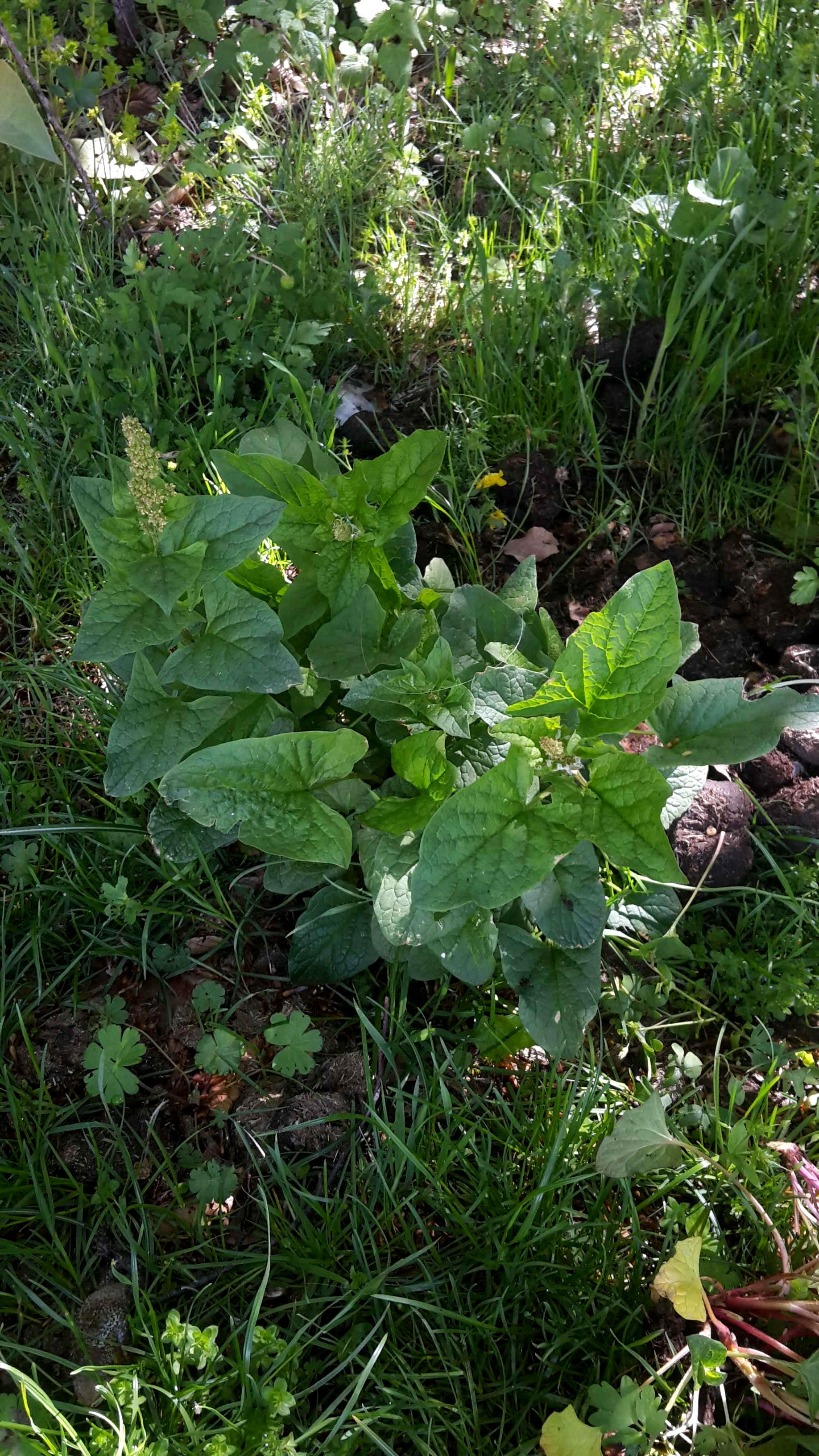
Gli òrapi del Pizzo Deta

### Cucina
Tra le ricette tipiche di Roccavivi figurano le focacce casarecce con gli òrapi (spinaci selvatici di montagna), la polenta e fagioli, i tagliolini in bianco (detti "Tagliarin") o i primi piatti conditi con funghi e tartufi e le zuppe contadine.

## Infrastrutture e trasporti

### Strade
Lungo la strada statale 82 della Valle del Liri al Km 40+100 c'è il bivio per Roccavivi raggiungibile percorrendo l'arteria inaugurata nel 1928. Dal 1965 Roccavivi è collegata anche con San Vincenzo Valle Roveto da una carrozzabile di circa due chilometri e mezzo.

### Ferrovie
La ferrovia Avezzano-Roccasecca, attraversa il territorio di Roccavivi servendolo con l'omonima stazione.

## Sport

### Calcio
La società sportiva Roccavivi Valle Roveto è stata la principale realtà calcistica del paese. Nel 2011 il club si fuse con l'A.S.D. San Vincenzo formando un'unica società sportiva denominata U.S.D. San Vincenzo Roccavivi che ha militato nei tornei dilettantistici abruzzesi.